# DUnit
DUnit — инструмент для среды разработки Delphi, позволяющий производить автоматическое тестирование модулей. DUnit позволяет Delphi (Object Pascal) разработчикам использовать разработку через тестирование.
Первоначально DUnit был написан Juanco Anez и разрабатывался на основе JUnit в свою очередь написанный Kent Beck и Erich Gamma.
Несколько разработчиков теперь ведут DUnit как проект на SourceForge.net.
DUnit стал стандартной частью в среде разработки Delphi 2005. Основная функциональность тестов находится в двух файлах: TestFramework.pas и GUITestRunner.pas.
Для более ранних версий Delphi существует плагин, аналогичный тому, что включен в Delphi 2005.